# Albizia callistemon
Albizia callistemon là một loài thực vật có hoa trong họ Đậu. Loài này được (Montr.) Guillaumin & Beauvisage miêu tả khoa học đầu tiên năm 1914.